# Bundesstraße 4
La Bundesstraße 4 è una strada federale della Germania.